# Danh sách quốc gia theo trữ lượng dầu mỏ

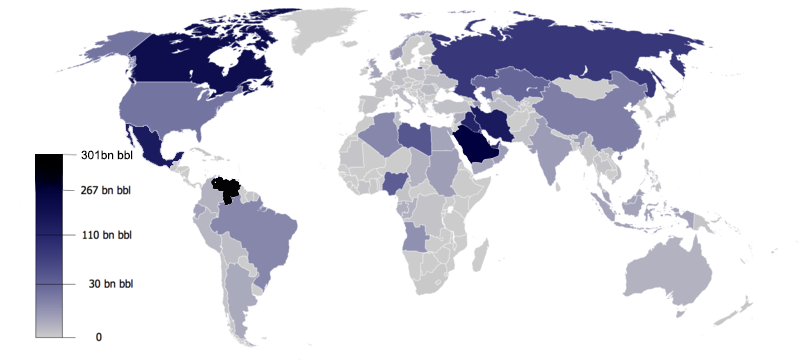
Bảng đồ trữ lượng dầu 2013.

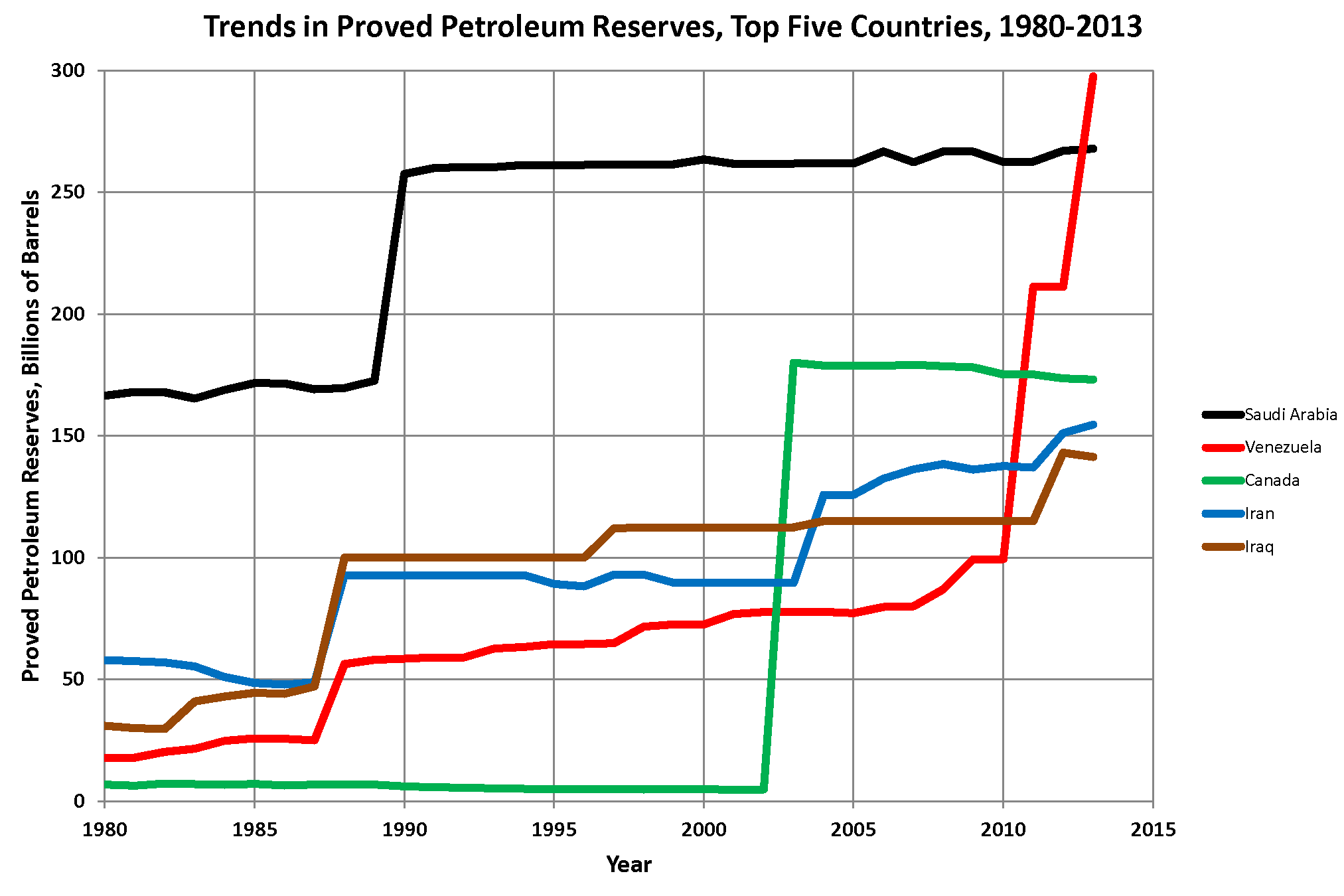
5 quốc gia hàng đầu về trữ lượng dầu, 1980-2013 (nguồn từ EIA)

Danh sách các quốc gia theo trữ lượng dầu mỏ là 1 bảng thống kê về các quốc gia theo trữ lượng dầu mỏ đã được thăm dò và xác thực. Bảng danh sách có mặt của 99 quốc gia có số liệu trữ lượng, trong đó Venezuela là quốc gia có trữ lượng dầu thô lớn nhất thế giới với 297 tỷ thùng, tiếp đến là Ả Rập Xê Út với 267 tỷ thùng. Việt Nam xếp thứ 28 thế giới về trữ lượng dầu thô, với khoảng 4.4 tỷ, xếp sau Ai Cập nhưng xếp trước Australia. Những quốc gia dầu mỏ, nhưng trữ lượng quá ít chỉ có vài trăm nghìn thùng như Ethiopia, Maroc xếp cuối bảng.
Trữ lượng dầu trong bảng danh sách này được công bố bởi nhiều nguồn khác nhau, dựa trên các cuộc thăm dò địa chất, trữ lượng dầu khí được tính ngoài dầu mỏ còn bao gồm cả đá phiến dầu và cát dầu.

## Danh sách trữ lượng dầu
|     | Quốc gia                                                                                              | Trữ lượng dầu mỏ (Triệu thùng) | Trữ lượng đảm bảo khai thác trong thời gian (năm) |
| --- | --- | ------------------------------ | ------------------------------------------------- |
| —   | OPEC                                                                                                  | 1.112.448 - 10.199.707         |                                                   |
| 1   | Venezuela (xem: Trữ lượng dầu mỏ của Venezuela)                                                       | 297.570                        |                                                   |
| 2   | Ả Rập Xê Út (xem: Trữ lượng dầu mỏ của Ả Rập Xê Út)                                                   | 267.910                        | 74,14                                             |
| 3   | Canada (xem: Trữ lượng dầu mỏ của Canada)                                                             | 173.625 - 175.200              |                                                   |
| 4   | Iran (xem: Trữ lượng dầu mỏ của Iran)                                                                 | 157.300                        | 101,86                                            |
| 5   | Iraq (xem: Trữ lượng dầu mỏ của Iraq)                                                                 | 140.300                        | 113.05                                            |
| 6   | Kuwait (xem: Trữ lượng dầu mỏ của Kuwait)                                                             | 104.000                        | 106,24                                            |
| 7   | Các tiểu vương quốc Ả Rập thống nhất (xem: Trữ lượng dầu mỏ của Các tiểu vương quốc Ả Rập thống nhất) | 97.800                         | 86,80                                             |
| 8   | Nga (xem: Trữ lượng dầu mỏ của Nga)                                                                   | 80.000                         | 20,11                                             |
| 9   | Libya (xem: Trữ lượng dầu mỏ của Libya)                                                               | 48.014                         |                                                   |
| 10  | Nigeria (xem: Trữ lượng dầu mỏ của Nigeria)                                                           | 37.200                         |                                                   |
| 11  | Kazakhstan                                                                                            | 30.002                         | 50,27                                             |
| 12  | Hoa Kỳ (xem: Trữ lượng dầu mỏ của Hoa Kỳ)                                                             | 26.544                         |                                                   |
| 13  | Trung Quốc                                                                                            | 25.585                         | 17,21                                             |
| 14  | Qatar                                                                                                 | 25.382                         | 42,98                                             |
| 15  | Brazil                                                                                                | 13.986                         |                                                   |
| 16  | Algérie                                                                                               | 12.200                         |                                                   |
| 17  | Angola                                                                                                | 10.470                         |                                                   |
| 18  | México (xem: Trữ lượng dầu mỏ của México)                                                             | 10.264                         |                                                   |
| 19  | Ấn Độ                                                                                                 | 9.043                          | 27,61                                             |
| 20  | Ecuador                                                                                               | 8.240                          |                                                   |
| 21  | Azerbaijan                                                                                            | 7.578                          | 19,43                                             |
| 22  | Việt Nam                                                                                              | 7.210                          | 40,10                                             |
| 23  | Na Uy                                                                                                 | 6.900                          | 9,46                                              |
| 24  | Vương quốc Liên hiệp Anh và Bắc Ireland                                                               | 6.900                          | 17,20                                             |
| —   | Liên minh châu Âu (Kể cả Anh)                                                                         | 6.700                          |                                                   |
| 25  | Malaysia                                                                                              | 5.800                          | 22,91                                             |
| 26  | Oman                                                                                                  | 5.500                          | 16,92                                             |
| 27  | Ghana (xem: Trữ lượng dầu mỏ của Ghana)                                                               | 5.000                          |                                                   |
| 28  | Ai Cập                                                                                                | 4.500                          |                                                   |
| 29  | Australia                                                                                             | 4.158                          |                                                   |
| 30  | Indonesia                                                                                             | 3.990- 4.118                   | 11,48                                             |
| 31  | Gabon                                                                                                 | 3.700                          |                                                   |
| 32  | Yemen                                                                                                 | 3.000                          | 28,50                                             |
| 33  | Argentina                                                                                             | 2.805                          |                                                   |
| 34  | Sudan                                                                                                 | 2.800                          |                                                   |
| 35  | Syria                                                                                                 | 2.500                          | 17,11                                             |
| 36  | Mông Cổ                                                                                               | 2.493                          | 1.339,24                                          |
| 37  | Colombia                                                                                              | 2.377                          |                                                   |
| 38  | Cộng hòa Congo                                                                                        | 1.940                          |                                                   |
| 38  | Guinea Xích Đạo                                                                                       | 1.705                          |                                                   |
| 39  | Afghanistan                                                                                           | 80                             | Không rõ                                          |
| 40  | Chad                                                                                                  | 1.500                          |                                                   |
| 41  | Peru                                                                                                  | 1.240                          |                                                   |
| 43  | Brunei                                                                                                | 1.200                          | 22,52                                             |
| 44  | Uganda                                                                                                | 1.000                          |                                                   |
| 45  | Đan Mạch                                                                                              | 900                            | 9,41                                              |
| 46  | Trinidad và Tobago                                                                                    | 830                            |                                                   |
| 47  | România                                                                                               | 650                            | 15,22                                             |
| 47  | Turkmenistan                                                                                          | 600                            | 8,32                                              |
| 48  | Uzbekistan                                                                                            | 594                            | 22,95                                             |
| 49  | Đông Timor                                                                                            | 554                            | 15,69                                             |
| 50  | Bolivia                                                                                               | 465                            |                                                   |
| 51  | Thái Lan                                                                                              | 442                            | 3,19                                              |
| 52  | Tunisia                                                                                               | 425                            |                                                   |
| 53  | Italy                                                                                                 | 400                            | 7,48                                              |
| 54  | Ukraine                                                                                               | 395                            | 10,83                                             |
| 55  | Pakistan                                                                                              | 313                            | 14,50                                             |
| 56  | Hà Lan                                                                                                | 310                            |                                                   |
| 57  | Đức                                                                                                   | 276                            |                                                   |
| 58  | Thổ Nhĩ Kỳ                                                                                            | 262                            |                                                   |
| 59  | Cameroon                                                                                              | 200                            |                                                   |
| 60  | Albania                                                                                               | 199                            |                                                   |
| 61  | Belarus                                                                                               | 198                            |                                                   |
| 62  | Cộng hòa Dân chủ Congo                                                                                | 180                            |                                                   |
| 63  | Cuba (xem: Trữ lượng dầu mỏ của Cuba)                                                                 | 124                            |                                                   |
| 64  | Papua New Guinea                                                                                      | 170                            |                                                   |
| 65  | Philippines                                                                                           | 168                            |                                                   |
| 66  | New Zealand                                                                                           | 166                            |                                                   |
| 66  | Chile                                                                                                 | 150                            |                                                   |
| 68  | Tây Ban Nha                                                                                           | 150                            |                                                   |
| 69  | Bahrain                                                                                               | 125                            |                                                   |
| 70  | Pháp                                                                                                  | 101                            |                                                   |
| 71  | Côte d'Ivoire                                                                                         | 100                            |                                                   |
| 72  | Mauritania                                                                                            | 100                            |                                                   |
| 73  | Ba Lan                                                                                                | 96                             |                                                   |
| 74  | Áo | 89                             |                                                   |
| 75  | Guatemala                                                                                             | 83                             |                                                   |
| 76  | Suriname                                                                                              | 79                             |                                                   |
| 77  | Serbia                                                                                                | 77                             |                                                   |
| 78  | Croatia                                                                                               | 66                             |                                                   |
| 79  | Myanmar                                                                                               | 50                             |                                                   |
| 80  | Nhật Bản                                                                                              | 44                             |                                                   |
| 81  | Kyrgyzstan                                                                                            | 40                             |                                                   |
| 82  | Gruzia                                                                                                | 35                             |                                                   |
| 83  | Hungary                                                                                               | 26                             |                                                   |
| 84  | Bangladesh                                                                                            | 28                             |                                                   |
| 85  | Bulgaria                                                                                              | 15                             |                                                   |
| 86  | Cộng hòa Nam Phi                                                                                      | 15                             |                                                   |
| 87  | Cộng hòa Séc                                                                                          | 15                             |                                                   |
| 88  | Lithuania                                                                                             | 12                             |                                                   |
| 89  | Tajikistan                                                                                            | 12                             |                                                   |
| 90  | Hy Lạp                                                                                                | 10                             |                                                   |
| 91  | Slovakia                                                                                              | 9                              |                                                   |
| 92  | Benin                                                                                                 | 8                              |                                                   |
| 93  | Belize                                                                                                | 7                              |                                                   |
| 94  | Đài Loan                                                                                              | 2                              |                                                   |
| 95  | Israel                                                                                                | 2                              |                                                   |
| 96  | Barbados                                                                                              | 2                              |                                                   |
| 97  | Jordan                                                                                                | 1                              |                                                   |
| 98  | Morocco                                                                                               | 0.7                            |                                                   |
| 99  | Ethiopia                                                                                              | 0.4                            |                                                   |
| 100 | Bahamas                                                                                               | 0                              |                                                   |
| -   | Total World (2011)                                                                                    | 1,481,526                      |                                                   |